# 올림픽 이란 선수단
올림픽 이란 선수단은 이란 대표로 올림픽에 참가하는 선수단이다. 1979년부터 공식적으로 '이란 이슬람 공화국'인 이란은 1900년에 처음으로 올림픽에 참가했다. 이란은 정치적 보이콧으로 인해 1980년과 1984년을 제외하고 1948년부터 매 하계 올림픽에 선수단을 파견해 왔다. 이란은 1956년부터 여러 차례 동계올림픽에 참가했다.
이란은 지금까지 18번의 올림픽에 참가했다. 이란은 1979년 혁명 이전까지 9번의 하계 올림픽에 참가해 4개의 금메달을 획득했고, 혁명 이후에도 이란은 9번의 하계 올림픽에 참가해 20개의 금메달을 획득했다.
1900년 하계 올림픽 에페 종목에 출전한 펜싱 선수 프레이던 말콤(Freydoun Malkom)은 이란 최초의 올림픽 참가자였다. 이란 선수들은 레슬링, 역도, 태권도, 육상, 사격, 가라데 등에서 총 76개의 메달을 획득했다. 이란 국가 올림픽 위원회는 1947년에 설립되었다.

## 종목별 메달 집계
| 종목   | 금 | 은 | 동 | 합계 |
| ------ | -- | -- | -- | ---- |
| 육상   | 0  | 1  | 0  | 1    |
| 태권도 | 2  | 1  | 3  | 6    |
| 역도   | 9  | 5  | 5  | 19   |
| 레슬링 | 10 | 14 | 19 | 43   |
| 합계   | 21 | 21 | 27 | 69   |

## 같이 보기
- 분류:이란의 올림픽 참가 선수
- 아시안 게임 이란 선수단